# Словенія на літніх Олімпійських іграх 2020
Словенію на літніх Олімпійських іграх 2020 представляли п'ятдесят три спортсмени в чотирнадцятьох видах спорту.

## Спортсмени
| Вид спорту                      | Чоловіки | Жінки | Загалом |
| ------------------------------- | -------- | ----- | ------- |
| Стрільба з лука                 | 1        | 0     | 1       |
| Легка атлетика                  | 2        | 5     | 7       |
| Баскетбол                       | 12       | 0     | 12      |
| Веслування на байдарках і каное | 2        | 4     | 6       |
| Велоспорт                       | 4        | 2     | 6       |
| Гольф                           | 0        | 1     | 1       |
| Гімнастика                      | 0        | 1     | 1       |
| Дзюдо                           | 1        | 4     | 5       |
| Вітрильний спорт                | 1        | 2     | 3       |
| Стрільба                        | 0        | 1     | 1       |
| Спортивне скелелазіння          | 0        | 2     | 2       |
| Плавання                        | 1        | 3     | 4       |
| Настільний теніс                | 3        | 0     | 3       |
| Тхеквондо                       | 1        | 0     | 1       |
| Загалом                         | 28       | 25    | 53      |